# Brookhaven (Mississippi)
Brookhaven is een plaats (city) in de Amerikaanse staat Mississippi, en valt bestuurlijk gezien onder Lincoln County.

## Demografie
Bij de volkstelling in 2000 werd het aantal inwoners vastgesteld op 9861.. In 2006 is het aantal inwoners door het United States Census Bureau geschat op 9983, een stijging van 122 (1,2%).

## Geografie
Volgens het United States Census Bureau beslaat de plaats een oppervlakte van
19,0 km², geheel bestaande uit land. Brookhaven ligt op ongeveer 153m boven zeeniveau.

## Plaatsen in de nabije omgeving
De onderstaande figuur toont nabijgelegen plaatsen in een straal van 36 km rond Brookhaven.